# Coccus viridulus
Coccus viridulus är en insektsart som beskrevs av De Lotto 1960. Coccus viridulus ingår i släktet Coccus och familjen skålsköldlöss. Inga underarter finns listade i Catalogue of Life.